# Leopold Mikolasch
Leopold Mikolasch (ur. 17 października 1920, zm. 12 marca 1964 w Wiedniu) – piłkarz austriacki grający na pozycji pomocnika. W swojej karierze rozegrał 8 meczów w reprezentacji Austrii.

## Kariera klubowa
W swojej karierze piłkarskiej Mikolasch grał w takich klubach jak Austria Wiedeń i SV Gloggnitz. Wraz z Austrią wywalczył dwa mistrzostwa Austrii w sezonach 1948/1949 i 1949/1950 oraz zdobył dwa Puchary Austrii w sezonach 1947/1948 i 1948/1949.

## Kariera reprezentacyjna
W reprezentacji Austrii Mikolasch zadebiutował 6 grudnia 1945 roku w wygranym 4:1 towarzyskim meczu z Francją, rozegranym w Wiedniu. W 1948 roku był w kadrze Austrii na Igrzyskach Olimpijskich w Londynie. Od 1945 do 1948 roku rozegrał w reprezentacji 8 meczów.